# Joaquim Llach Roig
Joaquim Llach Roig (Reus, 1876 - Barcelona, 1904) va ser un actor i escriptor teatral català.
El seu pare, un saboner de Reus, l'animà a fer d'actor en obres d'aficionats, ja que en tenia molta facilitat. Marxà a Barcelona cap al 1896, on va dedicar-se professionalment al teatre i actuà al Teatre Romea i al Principal. Se sap que va intervenir a l'obra La farsa, d'Àngel Guimerà el gener de 1899. Va escriure i estrenar el disbarat en un acte Perdut l'oremus al Cercle Excèlsior de Barcelona el 1898, obra que edità a la mateixa ciutat i el mateix any. A la biblioteca de l'Ateneu Barcelonès es conserven tres manuscrits d'ell d'obres teatrals totes representades: "Lo Senyor florit: passatemps comich en 1 acte y en prosa", representat el 1899, "La Filla del mort: disbarat que vol ser parodia de lo celebrat drama La filla del Mar", representat el 1900 i "Tiros, crits y garrotadas: monolech en vers català", representada el 1902. Santasusagna diu d'ell que es tractava d'un jove inquiet que entre altres afanys, es dedicà al teatre, com a autor i com a actor, "però tot poc a fons".